# Edvinas Vaškelis
Edvinas Vaškelis (* 20. Juni 1996 in Vilkaviškis) ist ein litauischer Volleyballspieler.

## Karriere
Vaškelis begann seine Karriere 2014 bei Elga Šiauliai. In der Saison 2016/17 spielte der Diagonalangreifer bei Flamingo Volley Vilnius. Danach wechselte er zum estnischen Verein Pärnu VK. In der Saison 2018/19 spielte er zunächst in Belgien bei Prefaxis Menen. Aus familiären Gründen wurde der Vertrag jedoch am Jahresende aufgelöst und Vaškelis kehrte in die Heimat zurück, wo er für Kelmès Etovis spielte. 2019 wurde er vom deutschen Bundesligisten Volleyball Bisons Bühl verpflichtet.
Im Beachvolleyball nahm Vaškelis an den U20-Europameisterschaften 2013 in Vilnius und 2015 in Larnaka sowie der U21-Weltmeisterschaft 2016 in Luzern teil.